# 尼格里山脊
尼格里山脊（Dorsum Niggli）是月球风暴洋中的一道皱岭，其中心月面坐标为29°00′N 52°00′W / 29.0°N 52.0°W，全长50公里，名称取自瑞士晶体学家保罗·尼格里（Paul Niggli，1888年6月26日-1953年1月13日），1976年被国际天文联合会正式批准接受。